# Dieudonné Disi
Dieudonné Disi (* 24. November 1980 in Ntyazo-Butarg) ist ein ehemaliger ruandischer Langstrecken- und Crossläufer. 2004 und 2008 startet er bei den Olympischen Sommerspielen.

## Leben
Disi ist ein Überlebender des Völkermordes in Ruanda, bei dem seine Eltern und acht seiner Brüder getötet wurden. Er selbst floh zu Fuß nach Burundi.
Sowohl bei den Olympischen Spielen 2004 in Athen wie auch bei den Weltmeisterschaften 2005 in Helsinki belegte er den 17. Platz im 10.000-Meter-Lauf.
Bei den Straßenlauf-Weltmeisterschaften 2006 in Debrecen wurde er Neunter. Im selben Jahr gewann er den Brazzaville Halbmarathon.
2007 verbesserte er den ruandischen Rekord von Mathias Ntawulikura über 10.000 m auf 27:22,28 min.
Bei den Straßenlauf-Weltmeisterschaften 2007 in Udine über die Halbmarathon-Distanz wurde er Sechster in 59:32 min. Diese Zeit war nicht nur ebenfalls ein ruandischer Rekord, Disi belegte damit auch Platz 13 in der ewigen Weltbestenliste (Stand November 2007). Kurz darauf siegte er beim Delhi-Halbmarathon.
2008 kam er bei den Olympischen Spielen in Peking auf den 19. Platz über 10.000 m und wurde bei den Halbmarathon-Weltmeisterschaften in Rio de Janeiro erneut Sechster.
2009 begab er sich auf die Marathondistanz und belegte beim Paris-Marathon den 18. Platz in 2:12:51 h. Bei den Weltmeisterschaften in Berlin hielt er sich bis Kilometer 25 in der Spitzengruppe, musste dann aber wegen Kniebeschwerden aufgeben. Danach siegte er wie in den beiden Vorjahren bei Reims à toutes jambes auf der Halbmarathonstrecke und gewann das Rennen Marseille – Cassis, bei dem er ein Jahr zuvor Zweiter geworden war.
2010 beendete er nach den Commonwealth Games seine aktive Zeit.
Disi lebt heute in den Vereinigten Staaten.